# 야마시타 이쿠토
야마시타 이쿠토(일본어: 山下 いくと: 1965년 - )는 일본의 만화가, 디자이너다. 기후현 출신. 나고야예술대학 미술학부 출신. 남성.
만화가로서 대표작은 『다크 위스퍼』가 있다. 애니메이션에서는 《톱을 노려라!》, 《신비한 바다의 나디아》, 《신세기 에반게리온》 및 《전투요정 유키카제》의 메카닉 디자인을 담당했다. 메카닉 묘사의 참신함과 디자인 센스에 대해 해외에서도 높은 평가를 받았다.